# Region Aizu

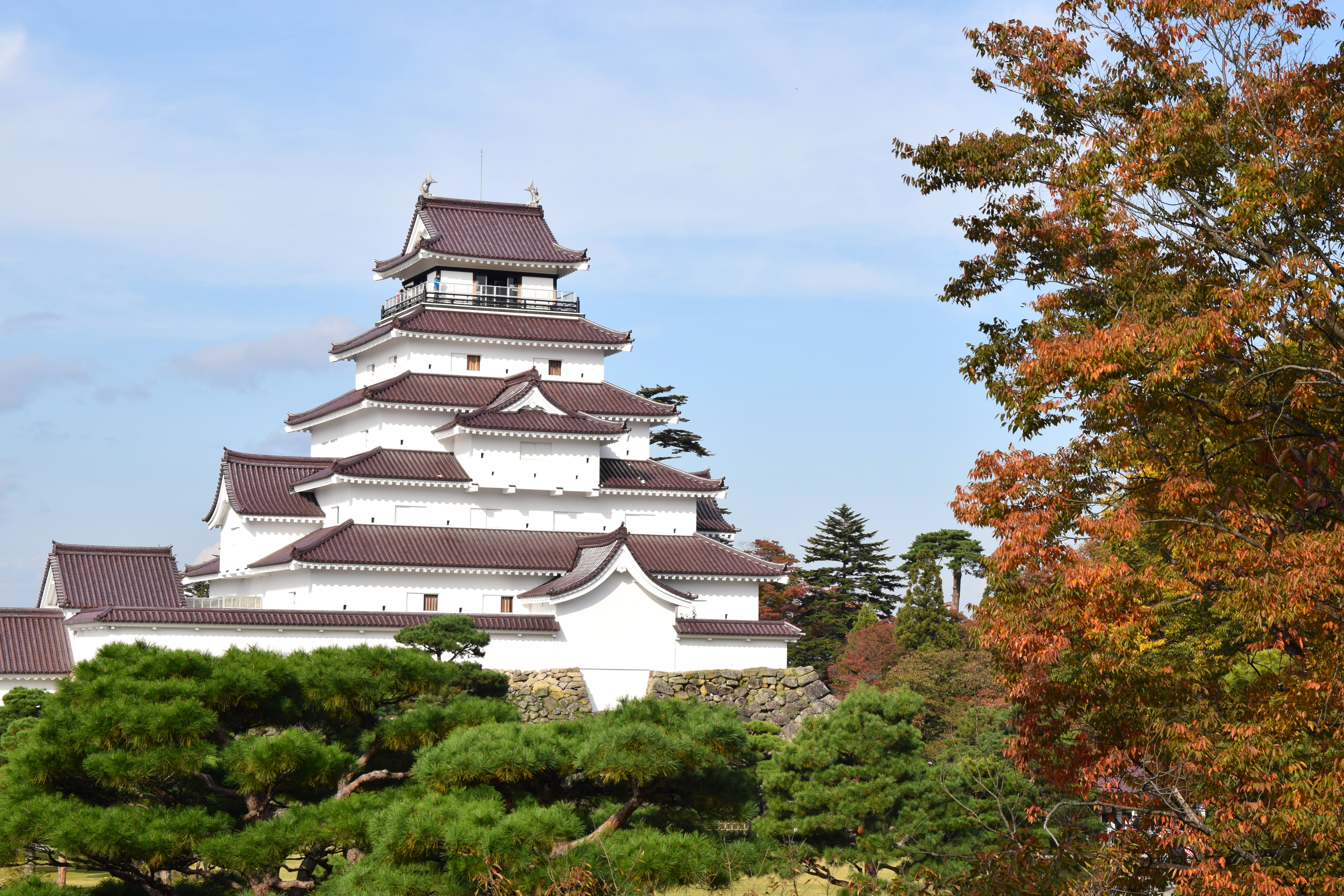
Zamek Tsuru-ga-jō

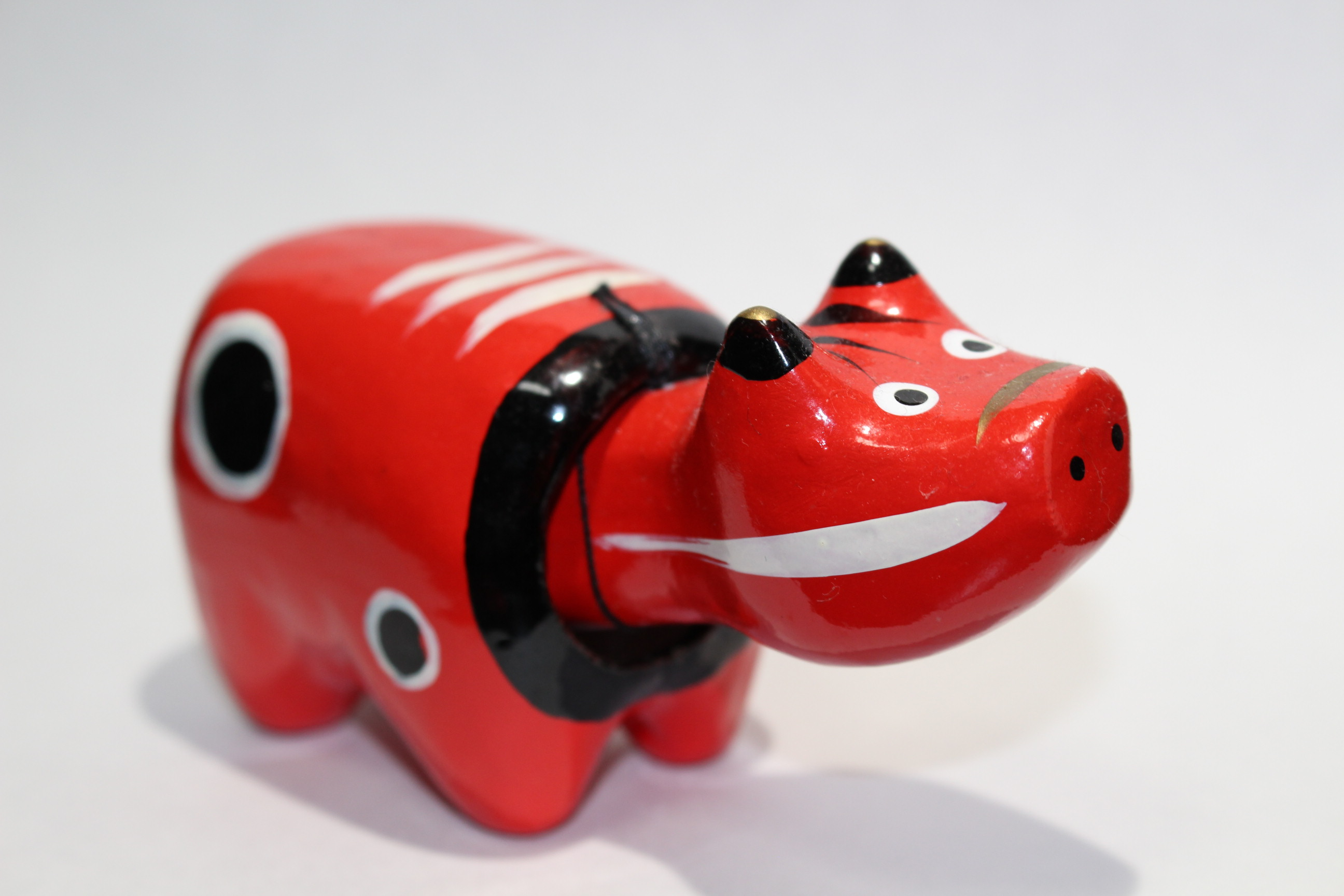
Akabeko, symbol Aizu

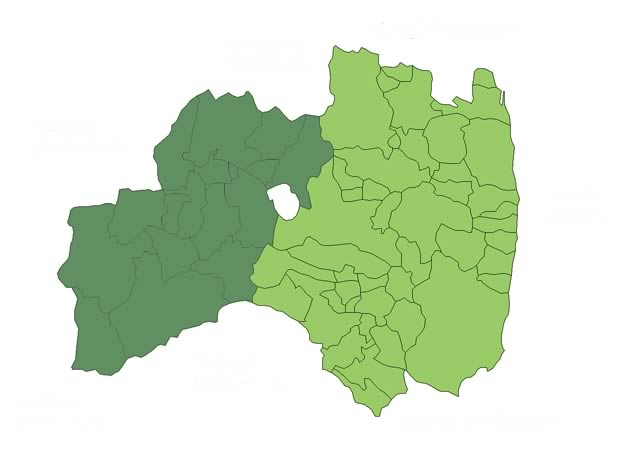
Region Aizu na mapie prefektury (zazn. jezioro Inawashiro)

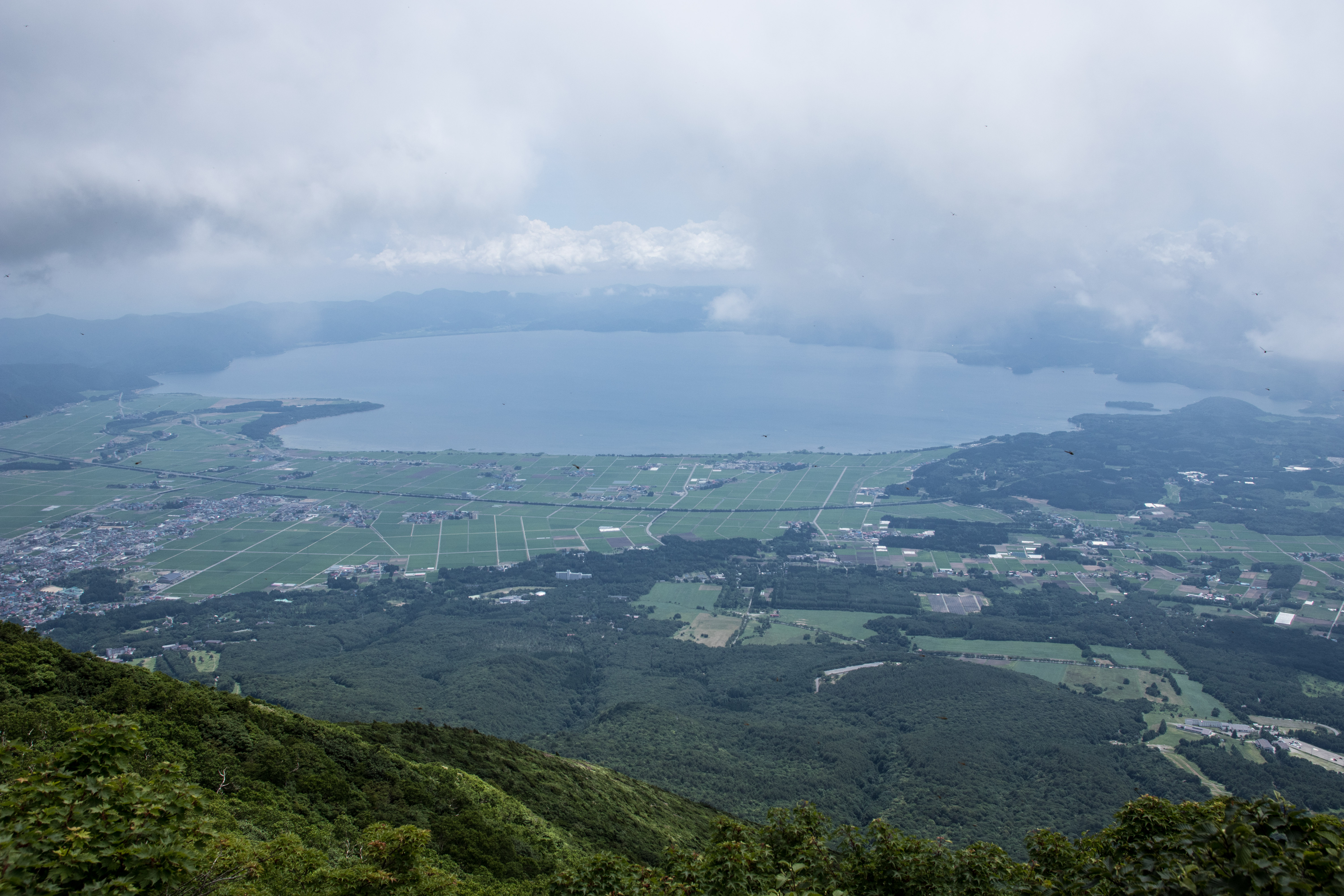
Panorama jeziora Inawashiro z góry Bandai (1819 m)

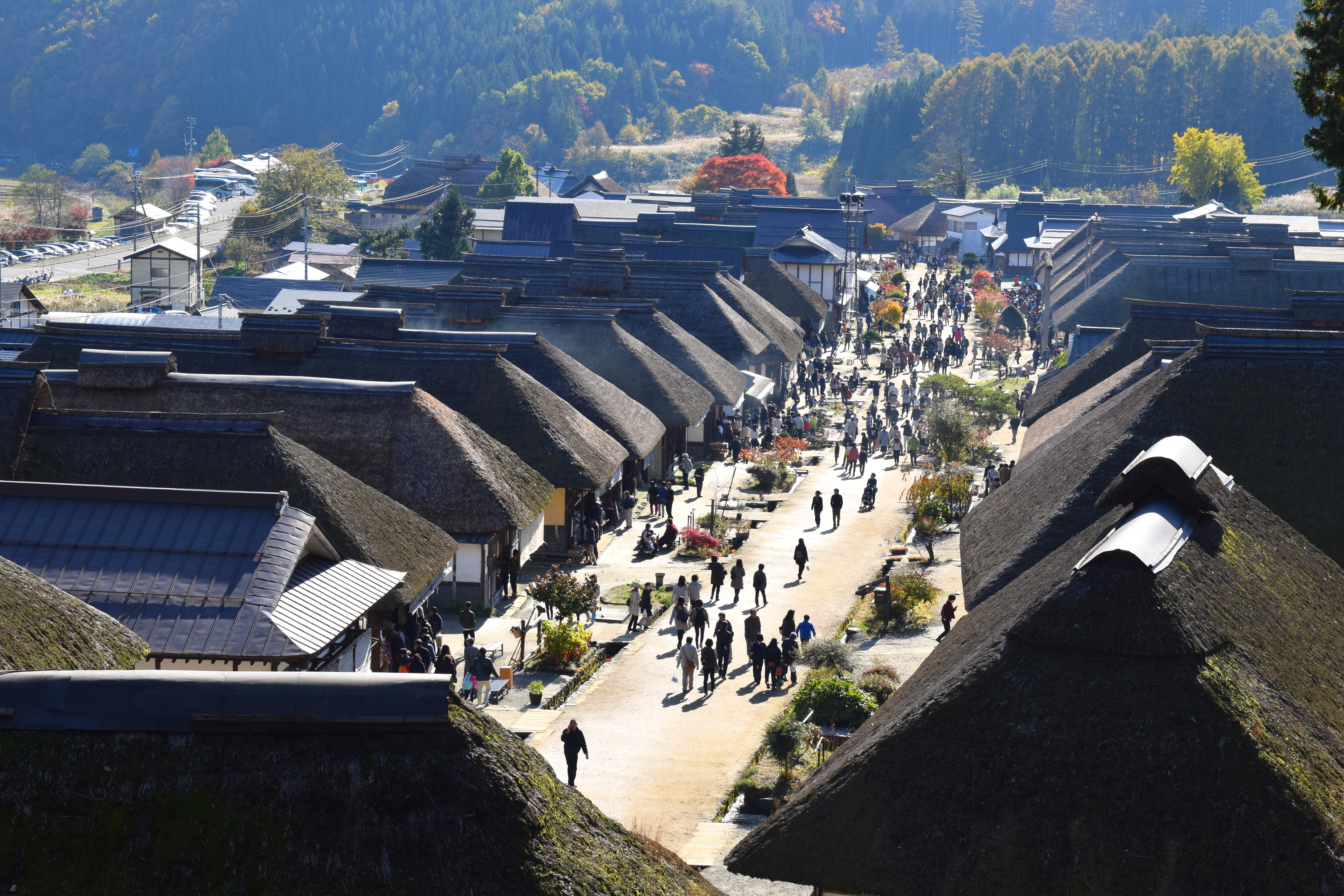
Stacja pocztowa Ōuchi-juku

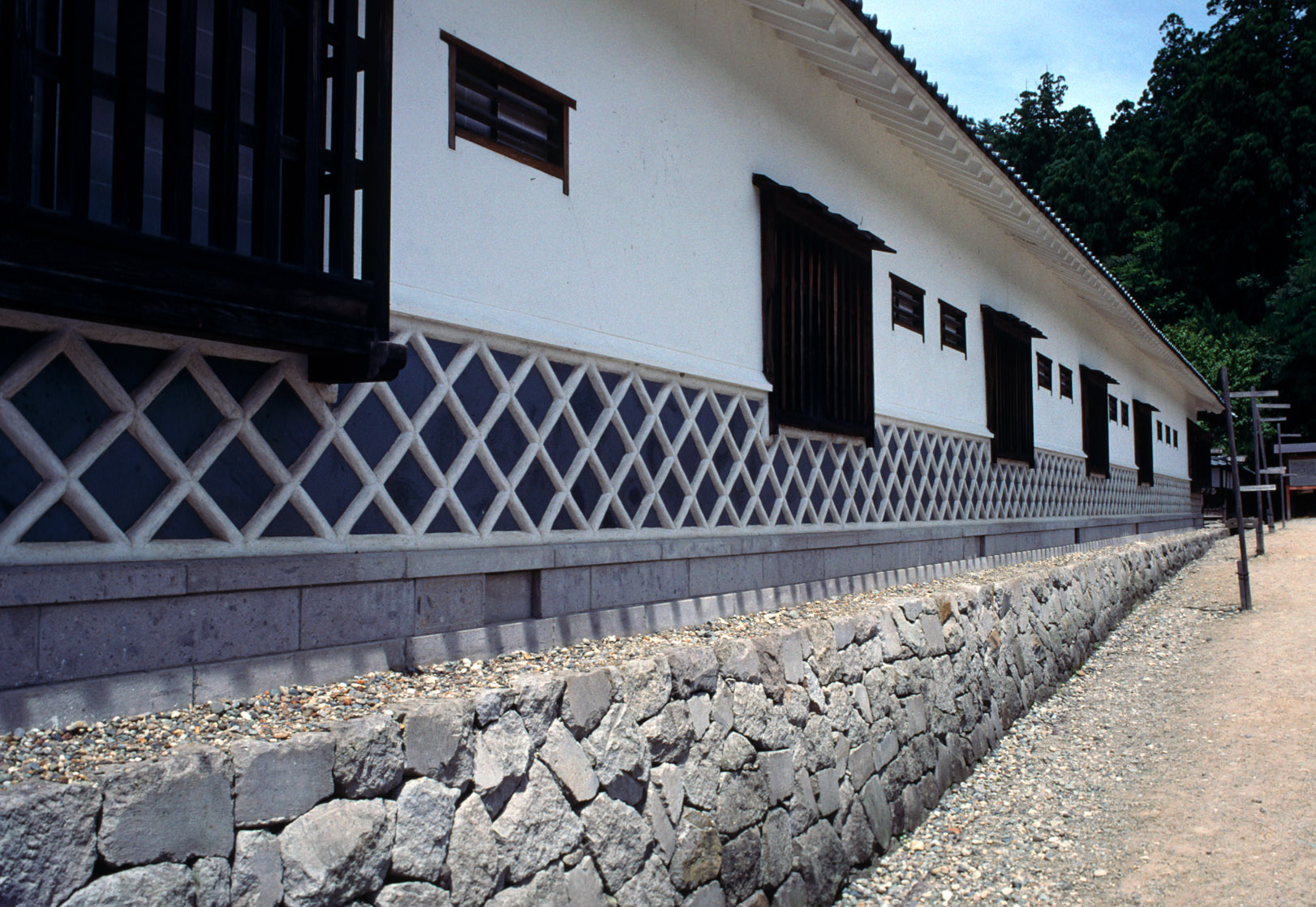
Rezydencja samurajska (buke-yashiki)

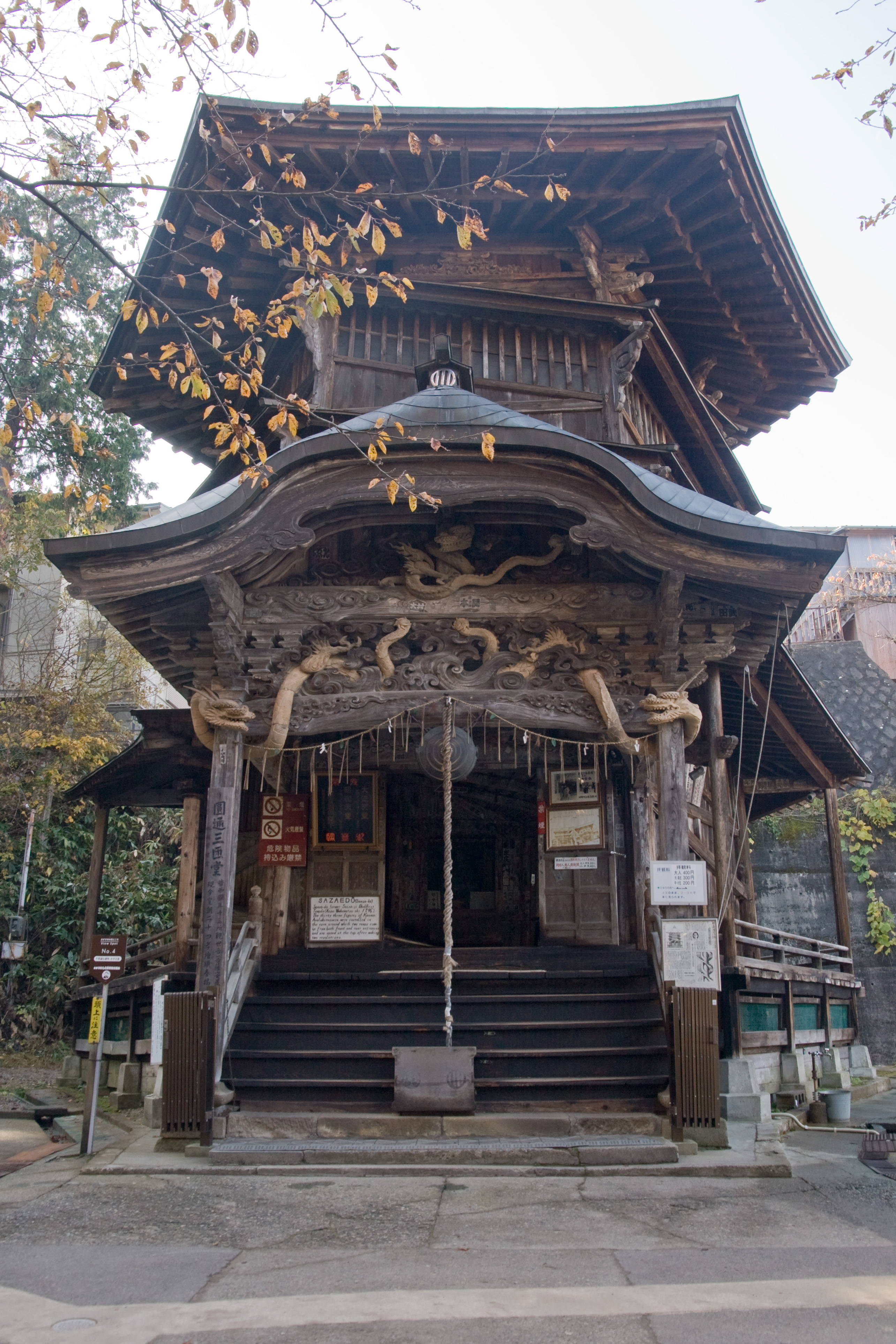
Pagoda Aizu Sazae-dō

Region Aizu (jap. 会津地方 Aizu-chihō) – najbardziej wysunięty na zachód z trzech regionów prefektury Fukushima (region Tōhoku) w Japonii, pozostałe dwa regiony to Nakadōri w centralnej części prefektury i Hamadōri na wschodzie.

## Enzō-ji
Świątynia buddyjska Enzō-ji znajduje się w małym miasteczku Yanaizu, niedaleko Aizu-Wakamatsu. Powstała w 807 roku i jest uważana za jedną z trzech głównych świątyń w Japonii, poświęconych Kokūzō Bosatsu, bóstwu mądrości.
Od setek lat w dniu 7 stycznia w świątyni odbywa się Festiwal Nagich Mężczyzn (Nanokado Hadaka Mairi). Podczas tego tradycyjnego wydarzenia, które co roku przyciąga wielu turystów, miejscowi mężczyźni ubrani jedynie w przepaski biodrowe (fundoshi) współzawodniczą w dotkliwym zimnie, wbiegając po 113 stopniach do głównego pawilonu Enzō-ji, gdzie następnie wdrapują się po grubej linie świątynnego gongu w nadziei zapewnienia sobie szczęścia i ochrony przed chorobami w nadchodzącym roku. Według legendy, wydarzenie to upamiętnia przepędzenie smoczego boga żyjącego w rzece Tadami.
W 1590 roku daimyō Ujisato Gamō (1556–1595) został panem Aizu, rządzącym z zamku Tsuru-ga-jō w Aizu-Wakamatsu. Aby pobudzić przedsiębiorczość wśród swoich niskich rangą samurajów, Gamō zaprosił twórców lalek z Kyōto, aby zbadali możliwości wytwarzania lalek w regionie. W rezultacie pojawiła się zabawka akabeko przedstawiająca „czerwoną krowę” (lub wołu). Jej wizerunek został oparty na legendarnej czerwonej krowie z IX wieku, która pomogła zbudować Enzō-ji, ciągnąc ciężkie materiały pod górę, a po zakończeniu prac nie chciała opuścić terenu sanktuarium.

## Ōuchi-juku
Ōuchi-juku to shukuba (lub shukueki) dawna stacja pocztowa wzdłuż szlaku handlowego Aizu-Nishi Kaidō, który łączył Aizu z Nikkō w okresie Edo (1603–1868). Nałożone przez siogunat (bakufu) ograniczenia wymagały od podróżnych odbywania długich podróży pieszo, w wyniku czego wzdłuż szlaków powstały liczne stacje pocztowe, które zapewniały podróżnym wyżywienie, zakwaterowanie i odpoczynek.
Dziś Ōuchi-juku jest odrestaurowane i wygląda, jak w okresie Edo (1603–1868). Przy głównej ulicy stoją budynki kryte strzechą, w których mieszczą się: sklepy, restauracje i minshuku (małe tradycyjne japońskie karczmy).

## Rezydencja samurajska
Rezydencja Aizu Buke-yashiki służyła jako kwatera najważniejszych i najwyżej postawionych samurajów w regionie, a także ich rodzin, pracowników i służby. Pierwotny kompleks spłonął podczas wojny boshin w 1868 roku, ale został zrekonstruowany do stanu w okresie Edo. Ze względu na prestiż samuraja i wielkość jego orszaku rezydencja samurajów jest dość rozległa. Istnieją dziesiątki różnych pomieszczeń i sekcji, w tym ogrody, pokoje gościnne, herbaciarnia, strzelnica łucznicza i młyn ryżowy. W wielu pomieszczeniach znajdują się manekiny przedstawiające dawnych mieszkańców, sceny z życia codziennego i wydarzenia historyczne.

## Muzeum Pamięci Hideyo Noguchiego
Noguchi Hideyo Kinenkan jest poświęcony pamięci Hideyo Noguchiego (1876–1928), który wniósł znaczący wkład w badania nad szczepionką na żółtą febrę. Noguchi został również uznany za odkrywcę czynnika powodującego kiłę. Muzeum przedstawia historię jego życia i eksponaty pozostawione przez niego i jego rodzinę. Zwiedzający mogą wejść do domu, w którym urodził się Noguchi i doświadczyć otoczenia typowego japońskiego domu z okresu Meiji (1868–1912).

## Pagoda Sazae-dō
Trzypiętrowa (16,5 m) Sazae-dō została zbudowana przez mnicha o imieniu Ikudo w 1796 roku, przy użyciu tradycyjnej japońskiej stolarki. Jej konstrukcja jest tak pomysłowa, że ci, którzy wchodzą do góry nie spotkają tych, którzy schodzą w dół. Ta rzadko budowana świątynia jest uznana za ważne dobro kultury narodowej. Podróż w górę i w dół symbolizuje pielgrzymkę Saigoku Kannon (Saigoku 33, Kansai Kannon Pilgrimage) do 33 świątyń buddyjskich, którą po drodze reprezentowały 33 figury Kannon (bodhisattwy współczucia, łaski, miłosierdzia). Modląc się przy wszystkich tych figurach, pielgrzymi mogli zyskać szczęście oraz zaoszczędzić czas i pieniądze, które zostałyby wydane na właściwą pielgrzymkę. Oryginalne figury zostały usunięte po restauracji Meiji.

## Wytwórnia sake Suehiro
Wytwórnia (Suehiro Sake Co., Ltd) została założona w 1850 roku i od tego czasu pozostaje firmą rodzinną. Jest jednym z największych i najbardziej znanych producentów sake w regionie Tōhoku i w całej Japonii. Produkowane są zarówno sake tradycyjne, jak i mniej konwencjonalne sake musujące, czy ekstrakt do kąpieli.
Wytwórnia Suehiro jest oficjalnym dostawcą sake dla chramu Nikkō Tōshō-gū w Nikkō, niektórych imprez sumō i teatru kabuki.

## Oddziały Białego Tygrysa
Po upadku siogunatu rodu Tokugawa w 1867 roku siły lojalne wobec sioguna skoncentrowały się w regionie Tōhoku. Ich opór wobec nowego rządu zakończył się klęską pod zamkiem Tsuru-ga-jō w 1868 roku. Gdy grupa młodych żołnierzy Aizu, zorganizowanych w oddziały Byakkotai (Oddziały Białego Tygrysa) zauważyła ze wzgórza Iimori-yama, że ich zamek stanął w płomieniach, popełniła seppuku. Dwudziestu chłopców w wieku od 14 do 16 lat popełniło jednak poważny błąd. W rzeczywistości zamek nie został zdobyty. Płomienie, które widzieli, pochodziły bowiem spoza murów zamku. Historia ich lojalności i oddania stała się powszechnie znana, stając się także tematem wielu adaptacji filmowych i mangowych. Iimori-yama, miejsce samobójstwa chłopców, stało się miejscem odwiedzin turystów. Wśród sklepów z pamiątkami u podnóża wzgórza znajdują się dwa muzea poświęcone Byakkotai.